# 保罗·帕尔默
保罗·帕尔默（英語：Paul Palmer，1974年10月18日—），英国男子游泳运动员。他曾代表英国参加1992年、1996年和2000年夏季奥林匹克运动会游泳比赛，其中1996年奥运会获得一枚银牌。